# Graphomya maculata
Graphomya maculata is een vliegensoort uit de familie van de echte vliegen (Muscidae). De wetenschappelijke naam van de soort is voor het eerst geldig gepubliceerd in 1763 door Scopoli.

## Uiterlijk
Het is een vlieg met een, voor vliegen, tamelijk herkenbare tekening en hij is tevens te determineren aan de hand van de vleugeladers. De thorax heeft hetzelfde zwart-wit blok patroon bij beide geslachten. Vrouwtjes hebben een zwart-witte buik, terwijl het mannetje oranjerood tot bruine verkleuring heeft op de buik en het achterlijf, soms geheel oranje, soms slechts wat vlekjes. Verder is, zoals bij de meeste vliegen, aan de afstand tussen de ogen te zien of het een mannetje of vrouwtje is, bij mannetjes zijn de ogen meestal groter en raken ze elkaar. Het mannetje is zeer variabel en de soort lijkt sterk op Graphomya minor, men is er nog niet uit of het hier om een enkele soort gaat, dus om een synoniem, of om een andere soort die er erg op lijkt. 

## Habitat
De vlieg is wijdverbreid en komt algemeen voor in de meeste delen van Europa. Ze zijn van Mei tot September/Oktober te vinden in de buurt van weiden, houtwallen en wegbermen op zoek naar nectar van verschillende bloemen, vooral schermbloemigen.
De larven zijn rovers en zijn vooral te vinden in de strooisellaag en het vochtige bladafval onder bomen en in modderige poelen, waar ze jagen op andere insecten(larven).